# Emscherbrunnen

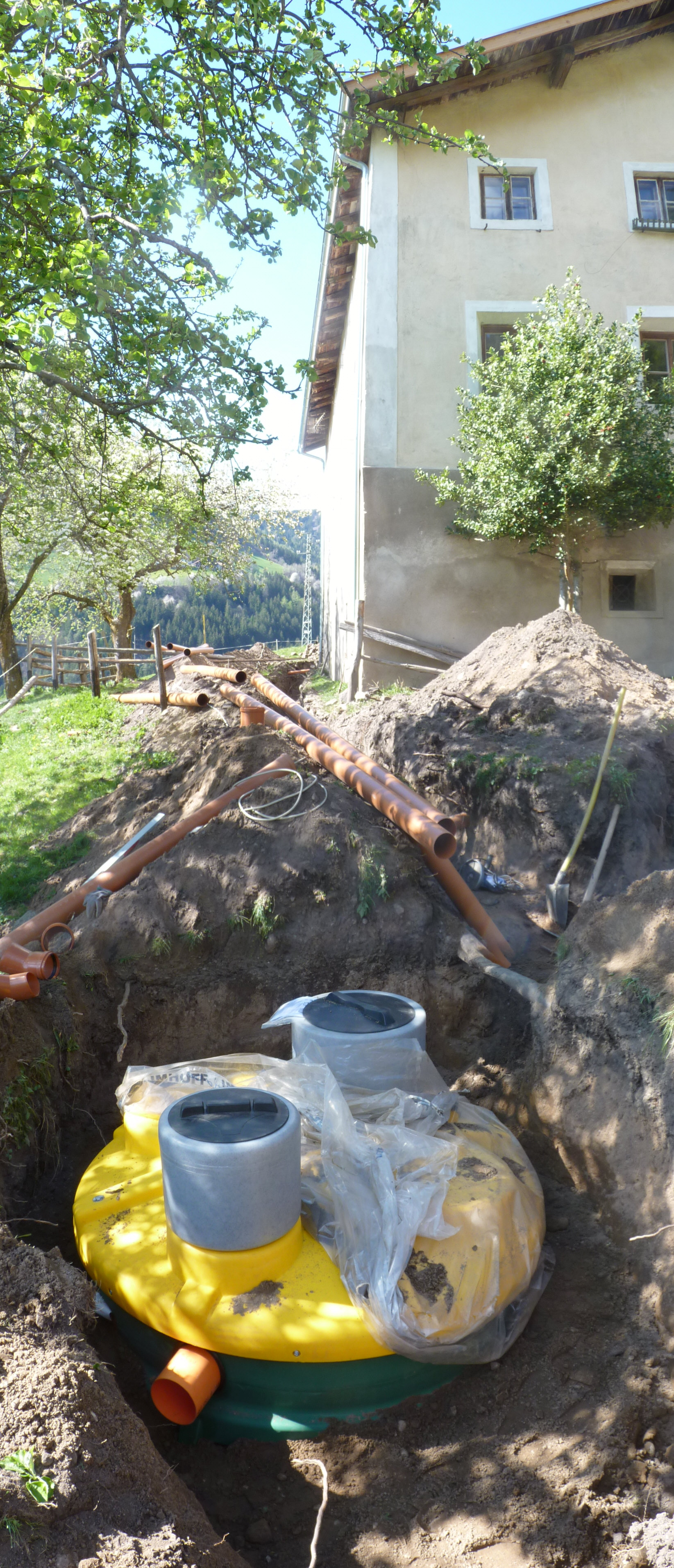
Imhoff-»Sickergrube« für ein südtiroler Bauernhaus, bereits versenkt. Vorne der Ausfluss zur Sickerleitung ist noch nicht angeschlossen. Hersteller: Rototec, Lunano, Pesaro-Urbino / Marken

Der Emscherbrunnen, auch Imhoff-Tank genannt, ist ein Absetzbecken zur mechanischen Abwasserreinigung.

## Funktionsweise

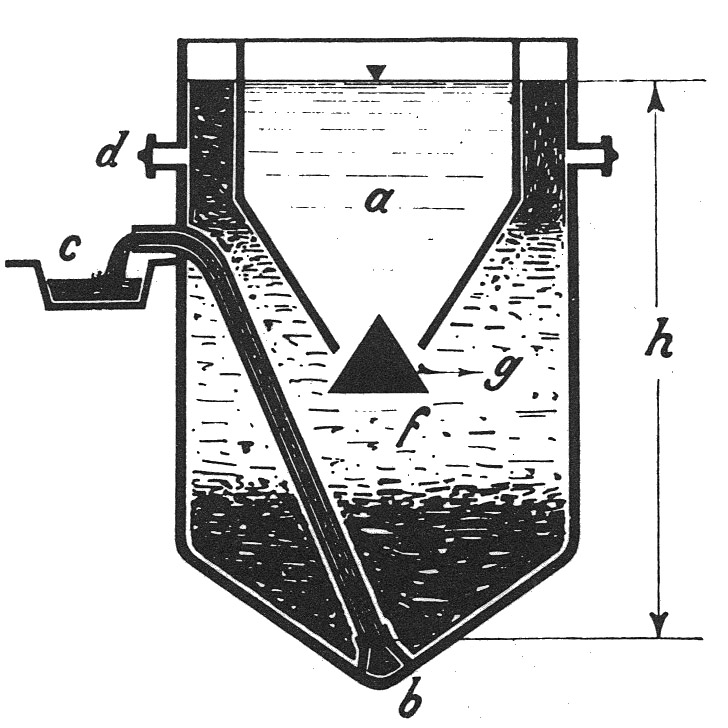
Emscherbrunnen, entwickelt 1907 von Karl Imhoff
a Absetzraum b Faulschlammabzug c Schlammentnahme d Schwimmschlammabzug f Faulraum
(Klärwasserzulauf im Bild nicht dargestellt)

Aus dem Klärwasser, welches das Absetzbecken in Längsrichtung durchströmt, sinkt der Schlamm durch sein Eigengewicht und rutscht die schrägen Wände herab in den eigentlichen Faulraum.  Es ist eine Spezialform des Dortmundbrunnens. 
Emscherbrunnen haben wegen ihres verhältnismäßig kleinen Absetzraums eine geringe hydraulische Belastbarkeit. Wegen der Entkopplung von Absetzraum und Faulraum kann bei der regelmäßig erforderlichen Schlammentnahme der aufgewirbelte Schlamm das vorgereinigte, von Feststoffen zum großen Teil befreite Abwasser nicht wieder belasten.

## Geschichte
Das Prinzip des Emscherbrunnens wurde 1907 von Karl Imhoff entwickelt. International ist daher auch die Bezeichnung Imhoff-Tank gebräuchlich.
Seinen Namen hat der Emscherbrunnen vom Emscherverband, der ihn in den Kläranlagen des Ruhrgebietes erstmals einsetzte. Imhoff hatte die erste Anlage dieser Art in Recklinghausen konstruiert.